# Коммунистическая партия Туркестана
Коммунистическая партия Туркестана (КПТ) — коммунистическая партия, правящая партия в Туркестанской Автономной Советской Социалистической Республике.
По инициативе ташкентской организации большевиков с целью создания туркестанской краевой организации с единым партийным центром летом 1918 года в Ташкенте была созвана партийная конференция. Поскольку на конференции, проходившей с 17 по 25 июня 1918 года, присутствовали делегаты ото всех большевистских организаций Туркестана, на первом же заседании было решено считать конференцию 1-м краевым съездом большевистских организаций Туркестана.
На 2-м съезде (Ташкент, 17-29 дек. 1918), была переименована в Туркестанскую краевую организацию РКП(б), но во многих документах партийную организацию продолжали называть КПТ. В июне 1919 года проходил III съезд Коммунистической партии Туркестана. В январе 1920 г. в состав КПТ вошла Коммунистическая партия иностранных рабочих и крестьян Туркестана. В 1924 г. в связи с национально-государственным размежеванием республик Средней Азии КПТ была распущена, а её бывшие члены вошли в состав Компартии Туркменистана и Узбекистана.

## Руководители КП Туркестана
- Кобозев, Пётр Алексеевич (октябрь-ноябрь 1919) — председатель.
- Тюрякулов, Назир Тюрякулович (1920—1922) — секретарь временного исполнительного бюро, затем председатель ЦК[2].
- Рахимбаев, Абдулло Рахимбаевич (октябрь 1920 — июнь 1923) — ответственный секретарь ЦК КП Туркестана.
- Светлов, Фердинанд Юрьевич (июль 1923 — февраль 1924) — ответственный секретарь ЦК КП Туркестана.